# Triodontopyga tridens
Triodontopyga tridens är en tvåvingeart som beskrevs av Townsend 1927. Triodontopyga tridens ingår i släktet Triodontopyga och familjen parasitflugor. Inga underarter finns listade i Catalogue of Life.